# Albert Heath
Pour les articles homonymes, voir Heath.
Albert Heath, dit Tootie, Al ou Albert Kuumba, né le 31 mai 1935 à Philadelphie (Pennsylvanie) et mort à Santa Fe (Nouveau-Mexique) le 3 avril 2024, est un batteur de jazz hard bop américain.

## Biographie

### Famille
Albert Heath est le frère du saxophoniste ténor Jimmy Heath et du contrebassiste Percy Heath.